# Hans Hardt-Hardtloff
Hans Hardt-Hardtloff (* 8. August 1906 in Köln; † 24. Mai 1974 in Potsdam; eigentlich Johann Ernst Hardt) war ein deutscher Schauspieler, Regisseur und Theaterintendant.

## Leben und Werk
Bereits im Alter von 16 Jahren verließ Hans Hardt das gutbürgerliche Elternhaus, um an einer Wanderbühne zu arbeiten. Später absolvierte er eine Schauspielausbildung und gastierte am Millowitsch-Theater in Köln. Während der Zeit des Nationalsozialismus wirkte er auch an Bühnen außerhalb Deutschlands, namentlich in Wien, Brüssel und Argentinien.
Nach dem Kriegsende wurde er Oberspielleiter beim Mitteldeutschen Rundfunk in Leipzig, ehe er über Bühnentätigkeiten in Meiningen (1952–1957), Eisleben, Wittenberg, Döbeln, dem Berliner Ensemble schließlich 1960 zum Hans Otto Theater nach Potsdam kam, wo er bis 1969 als Darsteller arbeitete. Ab 1969 gehörte er zum Ensemble des Deutschen Fernsehfunks (DFF).
Seine Film- und Fernsehtätigkeit begann 1956 mit dem Jugendfilm Tinko unter der Regie von Herbert Ballmann. Bei den Dreharbeiten zu Kurt Maetzigs Zweiteiler Schlösser und Katen fungierte er 1956 für 23 Drehtage als Parallelbesetzung der Hauptrolle, da Hauptdarsteller Raimund Schelcher die Dreharbeiten durch seine Alkoholabhängigkeit gefährdete. Es folgten über 100 Film- und Fernsehauftritte in zumeist kleineren Nebenrollen, darunter auch in einigen DEFA-Filmen wie Nackt unter Wölfen, Die Söhne der großen Bärin oder Die Legende von Paul und Paula.

## Filmografie (Auswahl)
- 1950: Kann mir gar nicht passieren (Kurzfilm)
- 1957: Tinko
- 1958: Der Prozeß wird vertagt
- 1958: Klotz am Bein
- 1959: Die Premiere fällt aus
- 1961: Gewissen in Aufruhr (TV)
- 1961: Der Ermordete greift ein (TV-Mehrteiler)
- 1961: Mord an Rathenau (Fernsehfilm)
- 1962: Auf der Sonnenseite
- 1962: Das Glas Wasser (TV)
- 1962: Freispruch mangels Beweises
- 1962: Ach, du fröhliche …
- 1962: Josef und alle seine Brüder (Fernsehfilm)
- 1962: Fernsehpitaval: Auf der Flucht erschossen (Fernsehreihe)
- 1962/1990: Monolog für einen Taxifahrer (Fernsehfilm)
- 1963: Die Glatzkopfbande
- 1963: Julia lebt
- 1963: Nackt unter Wölfen
- 1963: Karbid und Sauerampfer
- 1963: Christine
- 1963: For Eyes Only
- 1963: Jupitersymphonie (TV)
- 1964: Mir nach, Canaillen!
- 1964: Der geteilte Himmel
- 1964: Als Martin vierzehn war
- 1964: Doppelt oder nichts (TV-Zweiteiler)
- 1965: Karla
- 1965: Die besten Jahre
- 1965: Entlassen auf Bewährung
- 1965: Tiefe Furchen
- 1965: Solange Leben in mir ist
- 1965: Lots Weib
- 1965: Das Kaninchen bin ich
- 1965: Berlin um die Ecke
- 1965: Denk bloß nicht, ich heule
- 1965: Die Heinitzer (TV)
- 1965: Der Frühling braucht Zeit
- 1965: Aus dem Tagebuch eines Minderjährigen (TV-Serie)
- 1966: Die Söhne der großen Bärin
- 1966: Flucht ins Schweigen
- 1966: Die Reise nach Sundevit
- 1966: Fräulein Schmetterling
- 1967: Turlis Abenteuer
- 1967: Der Revolver des Corporals
- 1967: Geschichten jener Nacht (Episode 1)
- 1967: Ein Lord am Alexanderplatz
- 1967: Frau Venus und ihr Teufel
- 1967: Die gefrorenen Blitze
- 1968: Schüsse unterm Galgen
- 1968: Der Mord, der nie verjährt
- 1968/87: Die Russen kommen
- 1968: Hauptmann Florian von der Mühle
- 1968: Wege übers Land (TV)
- 1969: Nebelnacht
- 1969: Mohr und die Raben von London
- 1969: Weite Straßen – stille Liebe
- 1969: Zeit zu leben
- 1970: Aus unserer Zeit (Episode 1 und 4)
- 1971: Tod eines Millionärs (TV)
- 1971: Leichensache Zernik
- 1971: Karriere
- 1972: Trotz alledem!
- 1972: Die Bilder des Zeugen Schattmann (TV-Vierteiler)
- 1972: Amboß oder Hammer sein
- 1973: Die Legende von Paul und Paula
- 1973: Die Brüder Lautensack (TV)
- 1973: Polizeiruf 110: Vorbestraft (TV-Reihe)
- 1973: Das unsichtbare Visier (TV)
- 1974: Wolz – Leben und Verklärung eines deutschen Anarchisten
- 1974: Der erste Urlaubstag

## Hörspiele
- 1964: Alexander Kent: Grenzstation – Regie: Wolfgang Brunecker (Rundfunk der DDR)
- 1964: Jacques Constant: General Frédéric (ein Armenier) – Regie: Hans Knötzsch (Rundfunk der DDR)
- 1965: Ján Solovič: In fünf Minuten ist Mitternacht (Bien) – Regie: Helmut Hellstorff (Hörspiel – Rundfunk der DDR)
- 1967: James Fenimore Cooper: Der letzte Mohikaner (Tamenund) – Regie: Dieter Scharfenberg